# Anna Kolesárová
Blahoslavená Anka Kolesárová (14. července 1928 Vysoká nad Uhom – 22. listopadu 1944 Vysoká nad Uhom) je slovenská mučednice čistoty a oběť válečného zločinu spáchaného vojákem Rudé armády. Je první blahoslavenou Slovenkou, která nebyla řeholnicí.

## Život
Anka Kolesárová pocházela ze zbožné katolické rodiny a sama byla zapálenou věřící. Když Rudá armáda vyháněla německá vojska ze Slovenska, rodina Kolesárova se stejně jako většina ostatních ukryla ve sklepě. Jeden z rudoarmějců při prohlídce nahlédl do sklepa a pohledná šestnáctiletá dívka ho zaujala. Nařídil jí, aby šla s ním. Když nechtěla, přímo jí řekl, že půjde a vyspí se s ním, nebo ji zabije. Když opět odmítla, povolil jí jednověté rozloučení s otcem a na místě ji zastřelil.[zdroj?]

## Posmrtná úcta
Zkoumání života Anky Kolesárové za účelem otevření procesu jejího blahořečení začalo na pokyn arcibiskupa Tkáče v roce 2002, proces sám byl slavnostně otevřen 2. dubna 2005. Diecézní část procesu byla slavnostně uzavřena 14. února 2012. Vatikán uznal mučednictví služebnice Boží a otevřel cestu procesu blahořečení. Její hrob ve Vysoké nad Uhom je cílem poutníků z celého Slovenska, převážně z řad mládeže.